# Costante Lussana
Costante Lussana (Bergamo, 4 febbraio 1892 – Bergamo, 12 settembre 1944) è stato un mezzofondista italiano.

## Biografia
Nel 1920 partecipò ai Giochi olimpici di Anversa, ma il suo piazzamento in decima posizione nelle batterie di qualificazione dei 10000 metri piani non gli permise di raggiungere la fase finale. Nel 1923 divenne campione italiano sulla medesima distanza con il tempo di 32'30"0, sua migliore prestazione in assoluto.
Gareggiava su tutte le distanze classiche del mezzofondo, dagli 800 metri (di cui nel 1919 stabilì il terzo miglior tempo italiano stagionale) ai 10000 metri.

## Palmarès
| Anno | Manifestazione  | Sede    | Evento        | Risultato | Prestazione | Note |
| ---- | --------------- | ------- | ------------- | --------- | ----------- | ---- |
| 1920 | Giochi olimpici | Anversa | 10000 m piani | Batteria  | n/d         |      |

## Campionati nazionali
- 1 volta campione italiano assoluto dei 10000 m piani (1923)

1919
- Argento ai campionati italiani assoluti, 10000 m piani - 33'20"

1921
- Bronzo ai campionati italiani di corsa campestre - 31'12"

1923
- Oro ai campionati italiani assoluti, 10000 m piani - 32'30"0